# United States Reports

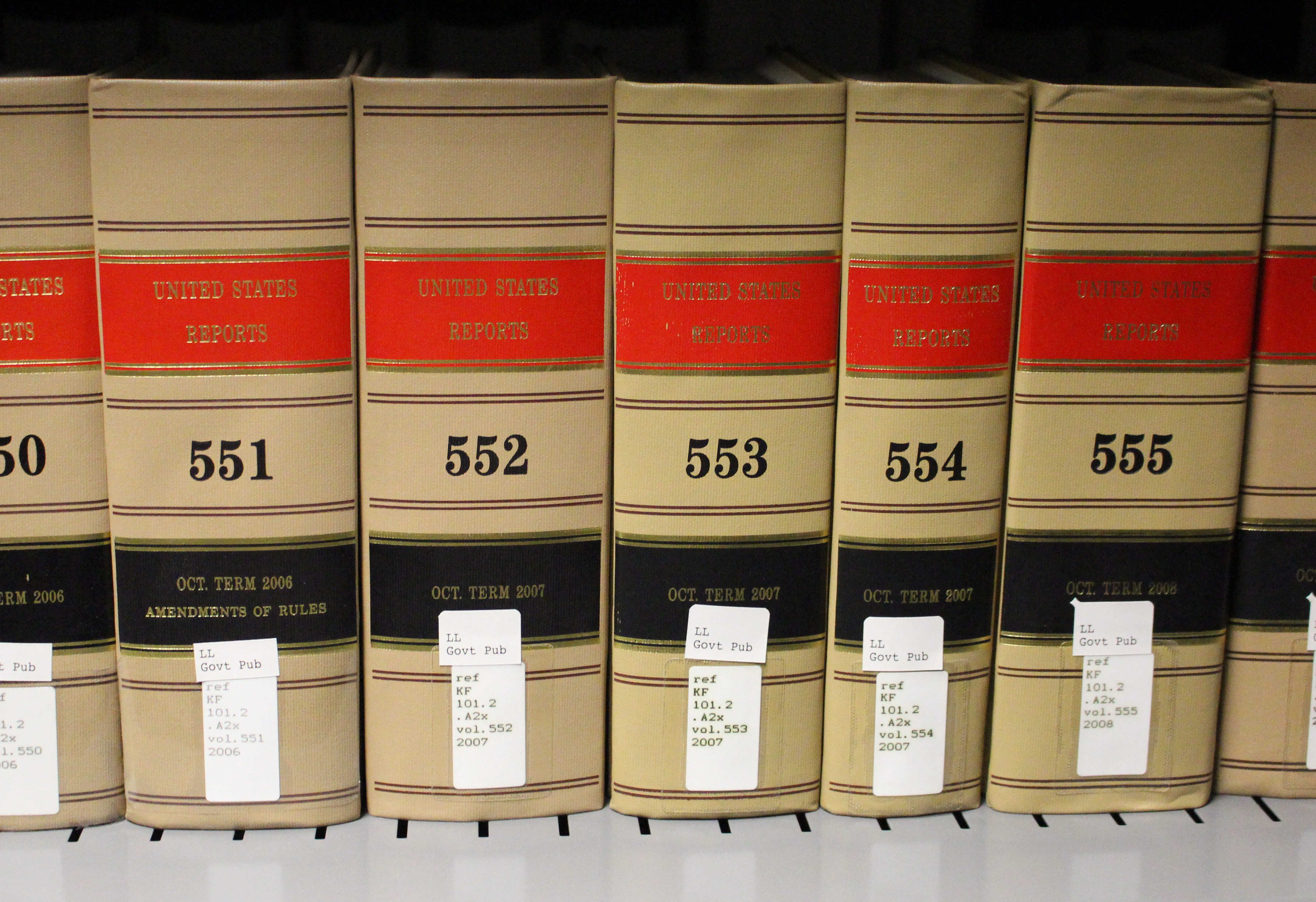
United States Reports på en bokhylla i ett juridiskt bibliotek.

United States Reports, även benämnda som U. S. Reports, är den officiella sammanställningen av rättsfall som USA:s högsta domstol har befattat sig med.
Rapporterna utges i tryckt bokform av United States Government Publishing Office.